# Hübnerita
La hübnerita, hubnerita o huebnerita es un mineral óxido de wolframio y manganeso cuya composición química es MnWO4.
Descubierto por Eugene Riotte en 1865, debe su nombre a Adolph Hübner, ingeniero de minas alemán del siglo XIX.

## Propiedades

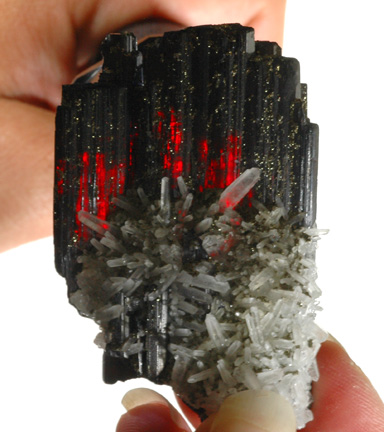
Ejemplar del distrito de Pasto Bueno, departamento de Ancash (Perú), mostrando reflejos intensos rojos con retroiluminación (6.6 x 4.2 x 1.6 cm)

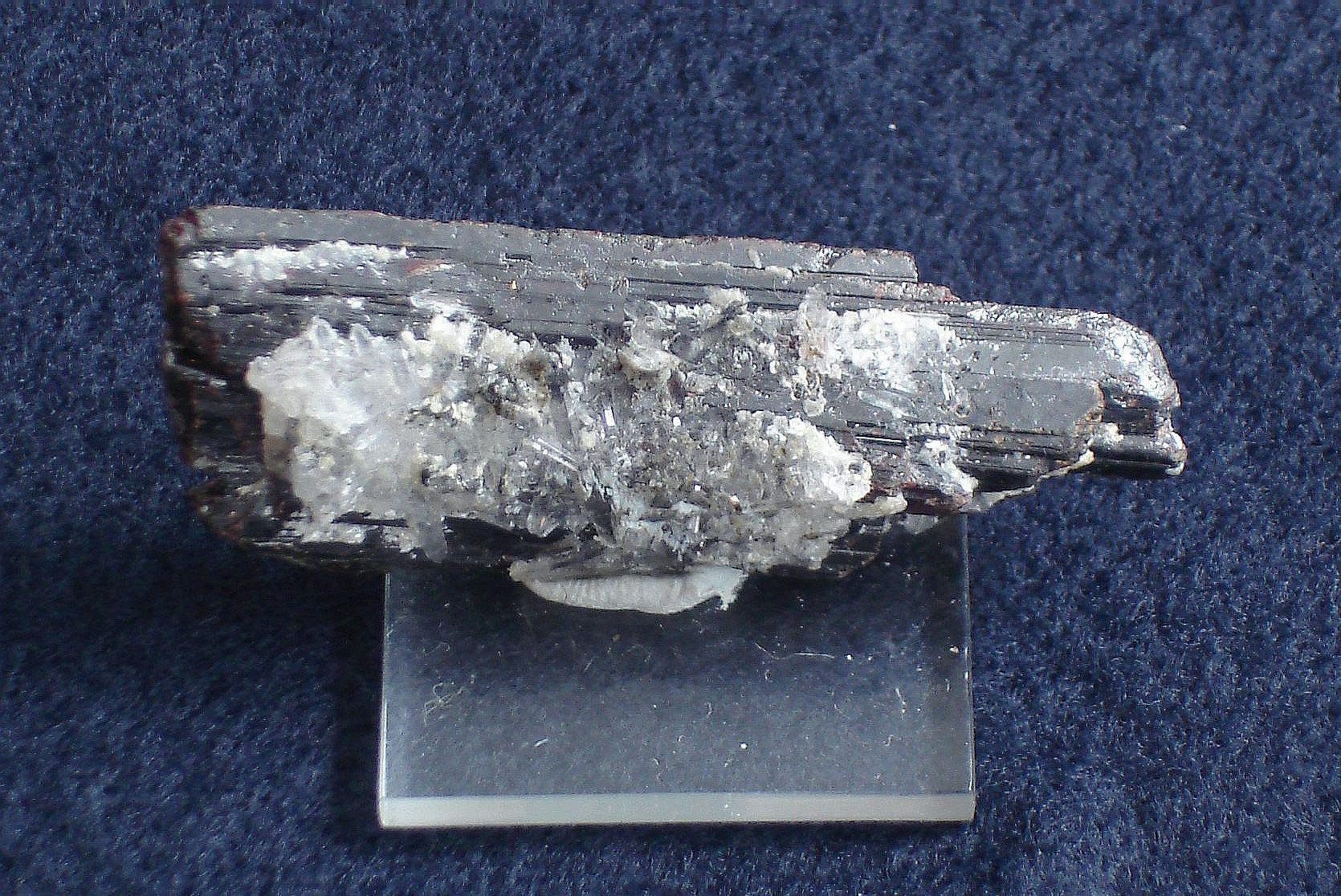
Cristal de hübnerita procedente de Cerro de Pasco (Perú)

La hübnerita tiene coloración parda, parda rojiza o negra parduzca y un aspecto entre transparente y translúcido. Presenta brillo adamantino, resinoso o metálico. Es un mineral quebradizo de dureza 4,5 en la escala de Mohs; su densidad es de 7,15 g/cm³.
Cristaliza en el sistema monoclínico, clase prismática.
La hübnerita es un mineral óxido —no existen tetraedros de WO4 en su estructura—, quedando englobado en el grupo 04 dentro de la clasificación de Strunz. Forma una serie con la ferberita, pero mientras esta última es el miembro final rico en hierro, la hübnerita es el miembro final rico en manganeso.
Por otra parte, se utiliza el nombre de wolframita para denominar los minerales que son intermedios entre los dos miembros finales y de los que no se conoce su composición exacta. La hübnerita es mucho más rara que la ferberita.

## Morfología y formación
La hübnerita puede aparecer como cristales prismáticos y estriados a lo largo del eje [001], o bien formando finas láminas.
Es un mineral típico de filones hidrotermales de altas temperaturas y de granitos alterados por neumatólisis; también se encuentra en granitos de pegmatitas así como en depósitos aluviales y eluviales.
Puede presentarse asociado a casiterita, arsenopirita, molibdenita, turmalina, topacio, rodocrosita y fluorita.

## Yacimientos
La localidad tipo es la mina Ellsworth, en Paradise Range (Nevada, Estados Unidos).
Hay numerosos depósitos en Colorado, en los condados de Boulder, Chaffee, Gunnison y Ouray; en este último se localiza la mina Campbird, antigua excavación de Au-Zn-Ag-Pb-Cu que estuvo en funcionamiento entre 1900 y 1990.
En Bolivia hay hübnerita en la mina Siglo XX situada en Llallagua (departamento de Potosí), así como en las minas Fabulosa, Himalaya y Paragui (departamento de La Paz). En Perú se pueden encontrar grandes cristales en la mina Huallapón, en la zona de Pasto Bueno (departamento de Ancash).
Asimismo, en Argentina este mineral se localiza en el depósito de Piedras Blancas (departamento  Graneros, Tucumán).
Aunque es menos frecuente que la ferberita, también se encuentra hübnerita en explotaciones españolas de wolframita, como en las minas de San Finx y Santa Comba, en La Coruña, y en la de Fontao, en Pontevedra. En Salamanca se encuentra hubnerita en una mina en Doñinos de Ledesma, y en Zamora en Fariza.